# 西凤酒
西凤酒产于陕西省宝鸡市凤翔区柳林镇，為中國四大名酒之一，白酒香型分类中为凤香型白酒。具有乙酸乙酯和己酸乙酯为主的复合香气。
凤翔古称雍，是周秦发祥之地，有非常悠久的酿酒历史。以柳林镇所酿造的为上乘，唐朝时取周文王时“凤凰集于岐山，飞鸣过雍”的典故，将雍州改称“凤翔”。又由于凤翔位于关中西部，称此地“西府凤翔”。自唐朝开始定此酒为“西凤酒”。时至今日，民间仍流传着“开坛香十里，隔壁醉三家”（唐）、“东湖柳、西凤酒、女人手”（宋）、“烧坊遍地，满城飘香”，“知味停车，闻香下马”（明）的佳话。
西凤酒属凤香型大麯酒的典型代表，其主要原料为高粱和泉水。製麯原料是大麦和豌豆。其酿制方法不同于一般白酒，西凤酒利用土窖和大型容器——酒海。西凤酒色泽清澈透明，香气清芬，酒味醇厚、清洌。 1952年第一届全国评酒会将陕西省西凤酒厂生产的西凤酒评选为中国四大名酒之一。西凤酒为中国地理标志产品，保护范围陕西省凤翔县所辖行政区域。

## 争议
2024年9月，西凤酒因为在官方活动下邀请司马南作为嘉宾陷入争议，而被网民戏称为夹头酒。